# Ву, Крис
Ву Ифа́нь (кит. упр. 吴亦凡, пиньинь Wú Yìfán, род. 6 ноября 1990 года), наиболее известный как Крис Ву, — канадско-китайский рэпер, автор песен, актёр, и модель. Бывший участник южнокорейско-китайской группы EXO и её подгруппы EXO-M.
Крис Ву активно выступал в качестве сольного исполнителя и актёра в материковом Китае и снялся в нескольких кассовых хитах № 1, включая Мистер Шесть (2015) и Путешествие на Запад: Демоны (2017). Он дебютировал в Голливуде в фильме Три икса: Мировое господство (2017).
31 июля 2021 года Крис Ву был задержан пекинской полицией по обвинению в изнасиловании. 25 ноября 2022 года суд приговорил Ву к 13 годам тюремного заключения и депортации из Китая после отбытия срока.

## Ранние годы
Родился 6 ноября 1990 года в Гуанчжоу, провинция Гуандун, Китай. При рождении получил имя Ли Цзяхэн (кит. упр. 李嘉恒, пиньинь Lǐ Jiāhéng), позже сменил его на У Ифань (кит. упр. 吴亦凡, пиньинь Wú Yìfán) (У — фамилия матери, Ифань — второе имя, которое согласно китайской традиции получает ребёнок при взрослении). При переезде в Канаду получил имя Крис Ву.
В возрасте 10 лет он переехал в Ванкувер, Британская Колумбия, Канада, вместе со своей матерью. Он вернулся в Китай в возрасте 14 лет и некоторое время посещал среднюю школу № 7 Гуанчжоу, после чего они с матерью вернулись в Ванкувер, где он посещал среднюю школу Пойнт Грей и среднюю школу сэра Уинстона Черчилля.
В возрасте 18 лет Крис Ву прошёл прослушивание в SM Entertainment в Ванкувере; после он стал стажёром компании, и в 2012 году он дебютировал в составе группы EXO.

## Карьера

### 2012—2014: Дебют в EXO

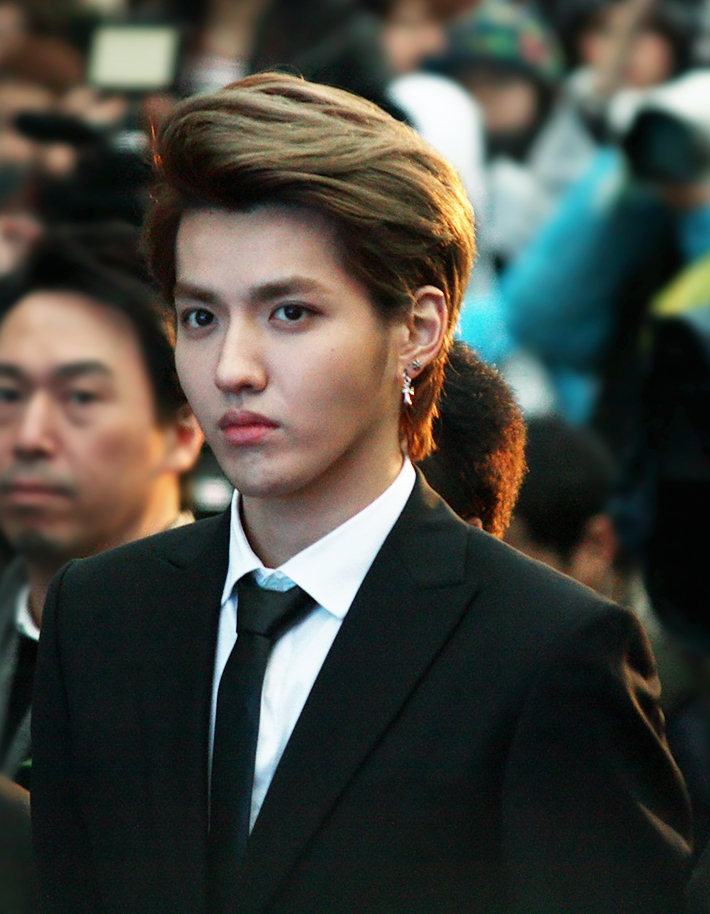
Крис в марте 2014 года.

17 февраля 2012 года Ву был представлен в качестве одиннадцатого члена EXO. В апреле EXO дебютировали и быстро стали одной из самых популярных K-поп-групп в Южной Корее и на международном уровне, добившись коммерческого успеха со своим студийным альбомом XOXO и хитом «Growl» в 2013 году. Альбом стал первым альбомом корейского исполнителя за двенадцать лет, проданным тиражом более миллиона копий, и является 12-м самым продаваемым альбомом всех времен в Корее. Последним альбомом Криса с группой стал Overdose, который был выпущен в мае 2014 года.

### 2014—2016: Сольный дебют и другая деятельность
Крис Ву выпустил «Time Boils the Rain» как часть саундтрека для китайского фильма «Маленькие времена 3» в июле 2014 года. В следующем году Крис Ву стал самой молодой знаменитостью, восковая фигура которой есть в Музее мадам Тюссо в Шанхае, и был назван «новичком года» журналом «Esquire China».
Дебютировал в кино в фильме «Где-то только мы» режиссёра Сюй Цзинлея. Фильм был выпущен 14 февраля 2015 года и дебютировал под номером 1 по кассовым сборам в Китае, собрав 37,81 миллиона долларов США за шесть дней после его выхода. За свою роль он получил премию «Лучший новичок» на 3-м Китайском международном кинофестивале в Лондоне.
Затем он снялся в фильме «Мистер Шесть», который был показан на закрытии Венецианского кинофестиваля. Фильм имел кассовые сборы более 137 миллионов долларов США и стал одним из самых кассовых фильмов в Китае. Крис Ву снялся в фильме «Столь молоды 2: Мы всё ещё здесь» и мелодраме «Сладкие шестнадцать». За свою роль он получил награду «Новичок с наибольшим вниманием СМИ» на Шанхайском международном кинофестивале и «Лучший актёр» на премии Gold Crane Award. Ву также снялся в фантастическом блокбастере «Легенды разорившихся династий».

### 2017—2021: Международные выступления

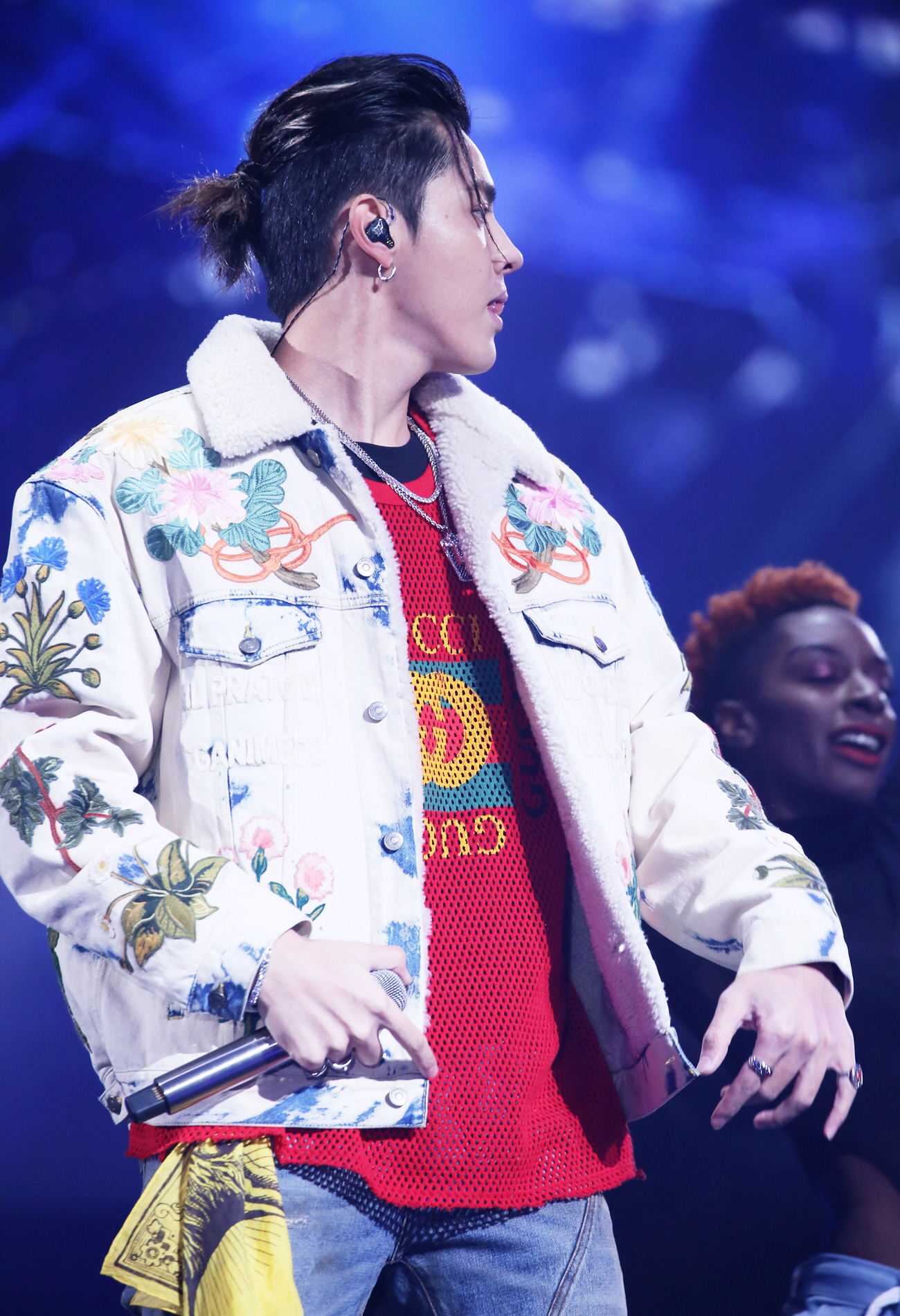
Крис в 2017 году.

Осенью 2016 года Крис участвовал в мужском показе Burberry в Лондоне. Он также принял участие в Матче всех звезд НБА 2016 года в составе сборной Канады, которую тренировал Дрейк.
В январе 2017 года Ву дебютировал в американском кино в фильме «Три икса: Мировое господство». Он выпустил сингл «Juice» с участием Вин Дизеля в музыкальном видео, как часть саундтрека 19 января. Крис снялся в фильме Стивена Чоу «Путешествие на Запад: демоны наносят ответный удар», сыграв Тан Саньцана.
В феврале 2017 года Ву представлял Китай на 59-й ежегодной церемонии вручения премии «Грэмми» в Лос-Анджелесе. В том же месяце Крис принял свое второе приглашение принять участие в Матче всех звезд НБА 2017 года в Новом Орлеане. В 2017 году Forbes включил Криса Ву в список 30 людей в возрасте до 30 лет, которые оказали существенное влияние в своих областях.
В июле 2017 года Ву снялся в научно-фантастическом фильме Люка Бессона «Валериан и город тысячи планет».
В октябре 2017 года Ву выпустил «Deserve» с участием американского рэпера Трэвиса Скотта. После своего релиза сингл занял 1-е место в американском чарте iTunes, сделав Криса Ву единственным китайским исполнителем, попавшим в чарт. В конце 2017 года Ву выпустил сингл «B.M.». Крис выпустил ещё один сингл «Miss Tou» с участием Чжао Лиин на Рождество. Музыкальное видео было выпущено 28 декабря.
Ву снялся в гонконгском боевике «Европейский расклад» 2018 года вместе с Тони Люном.
С апреля 2018 года будущая музыка Криса Ву будет выпущена на международном уровне, за исключением Японии и Кореи, в рамках партнёрства Universal Music China, Interscope в Соединённых Штатах и Island Records в Соединённом Королевстве. Дебютный альбом Ву Antares с синглами 2018 года «Like That» и «Freedom» (с участием Джене Айко) был выпущен 2 ноября 2018 года.
19 апреля 2019 года Ву выпустил сингл «Big Bowl, Thick Noodle», музыкальное видео для которого набрало более 90 миллионов просмотров на потоковом сайте Miaopai. Крис Ву провел свой тур Alive, выступая в городах по всему Китаю. 6 ноября в свой 29-й день рождения, Ву выпустил второй сингл «Eternal Love», а также сопровождающий его микрофильм с участием себя и японской модели Мицуки Кимуры, дочери актёра Такуи Кимуры.
22 апреля 2020 года Ву выпустил мини-альбом под названием Testing, которому 15 апреля предшествовал сингл «Aurora». Альбом был предварительно заказан 1 миллион раз всего за 87 минут после того, как был доступен на потоковой платформе Tencent QQ Music, что стало новым рекордом для платформы.

## Личная жизнь
Ву говорит на четырёх языках: китайском (мандаринском и кантонском), английском и корейском.
В августе 2019 года, во время протестов в Гонконге, Ву поделился фотографиями китайского флага, сопровождаемыми хэштегами «У китайского национального флага 1,4 миллиарда знаменосцев» и «Я знаменосец» в своем официальном аккаунте Weibo.

## Одобрение и должность «посла»
В 2015 году Крис Ву стал «послом молодёжи» на 3-м международном кинофестивале «Шёлковый путь» в Сиане.
В 2016 году он стал первым спонсором Mixxtail. Mercedes-Benz выбрал Криса Ву в качестве «посла» своего бренда в Китае для своего подразделения Smart и представил лимитированную серию Kris Wu Edition smart. Крис также стал глобальным послом по карте I. T Cashback в рамках American Express в Гонконге. Бренд сделал его главным консультантом по дизайну и лицом их последнего собственного бренда Under Garden. Он разработал лукбук для последней коллекции. Burberry выбрали Криса своим глобальным послом в 2016 году, сделав его первым иностранцем, а также первым азиатом, который стал лицом бренда. Сообщалось, что Burberry продемонстрировали рост продаж и осведомлённости китайских покупателей благодаря кампании Криса.
Дебютировал на международном уровне в качестве «посла бренда» Bulgari на выставке Baselworld 2017.

## Филантропия
В июне 2014 года Крис Ву присоединился к проекту Heart Ali, начатому Фань Бинбин и Чэнь Лижи (генеральным менеджером Beijing Maite Media). Благотворительный проект направлен на оказание помощи детям, страдающим врождёнными пороками сердца, в тибетском округе Нгари в Тибете.
21 января 2016 года он запустил свой собственный благотворительный проект под названием Extraordinary Honorary Court (кит. 不凡荣誉球场), проект сотрудничества с Sina Corp, Weibo Sports и благотворительностью Weibo. Цель состоит в том, чтобы распространить баскетбол в средних школах Китая, чтобы побудить всю молодёжь, любящую баскетбол, продолжать продолжать мечтать и заниматься этим видом спорта. Крис Ву также был объявлен «послом Китая» программы NBA и является частью группы наставников программы.

## Уголовное преследование

### Обвинения в сексуальном насилии
8 июля 2021 года 19-летняя Ду Мейчжу, студентка китайского колледжа публично обвинила Ву в сексуальном насилии с участием ещё нескольких девушек, в том числе несовершеннолетних, которые находились без сознания под воздействием алкоголя. Она заявила, что была изнасилована в нетрезвом виде в 17 лет и что, по её словам, как минимум ещё семь жертв подверглись насилию, две из которых на момент совершения преступления были несовершеннолетними.
Обвинения были опровергнуты Ву, хотя позже выяснилось, что команда Ву пыталась заставить обвинителей замолчать с помощью скрытых платежей. Предполагаемые сексуальные преступления в настоящее время расследуются Пекинским бюро общественной безопасности и другими властями. Несколько брендов разорвали или приостановили коммерческие сделки с Ву.

### Задержание, арест и приговор
Крис Ву был задержан полицией в Пекине 31 июля и официально арестован 16 августа по подозрению в изнасиловании.
25 ноября 2022 года народный суд района Чаоян в Пекине приговорил Криса Ву к 11 годам и 6 месяцам тюремного заключения и депортации в Канаду после отбытия наказания за изнасилование. Кроме этого, за групповое насилие он приговорён ещё к 1 году и 10 месяцам лишения свободы, в совокупности получив 13 лет тюрьмы. Также Ву был оштрафован на шестьсот миллионов юаней за уклонение от уплаты налогов.

## Правовые вопросы

### Расторжение контракта с SM Entertainment
15 мая 2014 года Ву подал в суд на агентство с требованием расторгнуть его контракт. SM Entertainment утверждали, что были удивлены, несмотря на то, что в прошлом имели дело с несколькими спорами, касающимися их контрактов.
30 июля 2015 года SM Entertainment подали иск против Криса Ву и китайских компаний, работающих с ним, в пекинский суд. На следующий день Ву опубликовал заявление, в котором, защищая себя, заявил, что SM Entertainment заставили его покинуть группу на несколько месяцев и что компания плохо обращается и пренебрегает своими артистами что привело к серьёзным проблемам со здоровьем: ему пришлось принимать лекарства, чтобы иметь возможность работать с июля 2013 по январь 2014 года, когда ему был поставлен диагноз миокардит. Было достигнуто соглашение о том, что он будет находиться под их управлением только в Корее и Японии.

## Дискография
- Antares[англ.] (2018)

## Фильмография

### Фильмы
| Год  | Название                                | Роль          | Примечание                                | Ссылка |
| ---- | --------------------------------------- | ------------- | ----------------------------------------- | ------ |
| 2015 | Место, о котором знаем только мы        | Цзэ Ян        |                                           | [ 10 ] |
| 2015 | Мистер шесть                            | Сяо Фэй       |                                           | [ 12 ] |
| 2016 | Русалка                                 | Лонг Цзяньфэй | Камео                                     | [ 59 ] |
| 2016 | Столь молоды 2: Мы все ещё здесь        | Чень Чжэнь    |                                           | [ 14 ] |
| 2016 | Милые шестнадцать                       | Ся Му         |                                           | [ 15 ] |
| 2016 | Л.О.Р.Д: Легенда о Разорении Династий   | Инь Чэнь      |                                           | [ 16 ] |
| 2017 | Три икса: Мировое господство            | Никс          |                                           | [ 20 ] |
| 2017 | Путешествие на Запад: Демоны            | Тан Саньцан   |                                           | [ 22 ] |
| 2017 | Валериан и город тысячи планет          | Капитан Неза  |                                           | [ 25 ] |
| 2018 | Европейский расклад                     | Le Qi         |                                           | [ 28 ] |
| 2020 | Л.О.Р.Д: Легенда о Разорении Династий 2 | Инь Чэнь      | Выпущен через Tencent 4 декабря 2020 года | [ 60 ] |

### Телесериалы
| Год | Название        | Роль      | Примечания | Ссылка |
| --- | --------------- | --------- | ---------- | ------ |
| TBA | Золотая шпилька | Ли Шу Бай |            | [ 61 ] |